# 小林勇
小林勇（1903年3月27日—1981年11月20日）是一位日本画家、散文家和企业家。号冬青。岩波書店创始人岩波茂雄女婿。

## 生平
1903年出生于日本长野县，在实业学校接受基础教育后，在自家的家族企业中帮忙，1920年搬到了东京都，成为岩波书店的住店员工，并参与了岩波文库的创刊过程，受到过幸田露伴的惠顾。
后与岩波茂雄次女小百合结婚，1928年独立出来，在三木清等人帮助下成立自己的出版社“铁塔书院”，后因经营不善于1934年回归岩波书店，1945年因参与横滨事件涉嫌违反治安维持法被捕，同年8月29日被释放。
1946年担任岩波书店支配人，1949年成立岩波映画制作所。1962年至1972年担任岩波书店会长。晚年在山梨县西北部的北杜市创建清春白桦美术馆。